# مسجد یوسف‌آباد
مسجد یوسف‌آباد؛ نام مسجدی تاریخی مربوط به دورهٔ قاجار است و در شهرستان عشق‌آباد، روستای یوسف‌آباد واقع شده و این اثر در تاریخ ۱۶ اسفند ۱۳۸۴ با شمارهٔ ثبت ۱۴۸۷۷ به‌عنوان یکی از آثار ملی ایران به ثبت رسیده است.